# Amtsgericht Wunsiedel

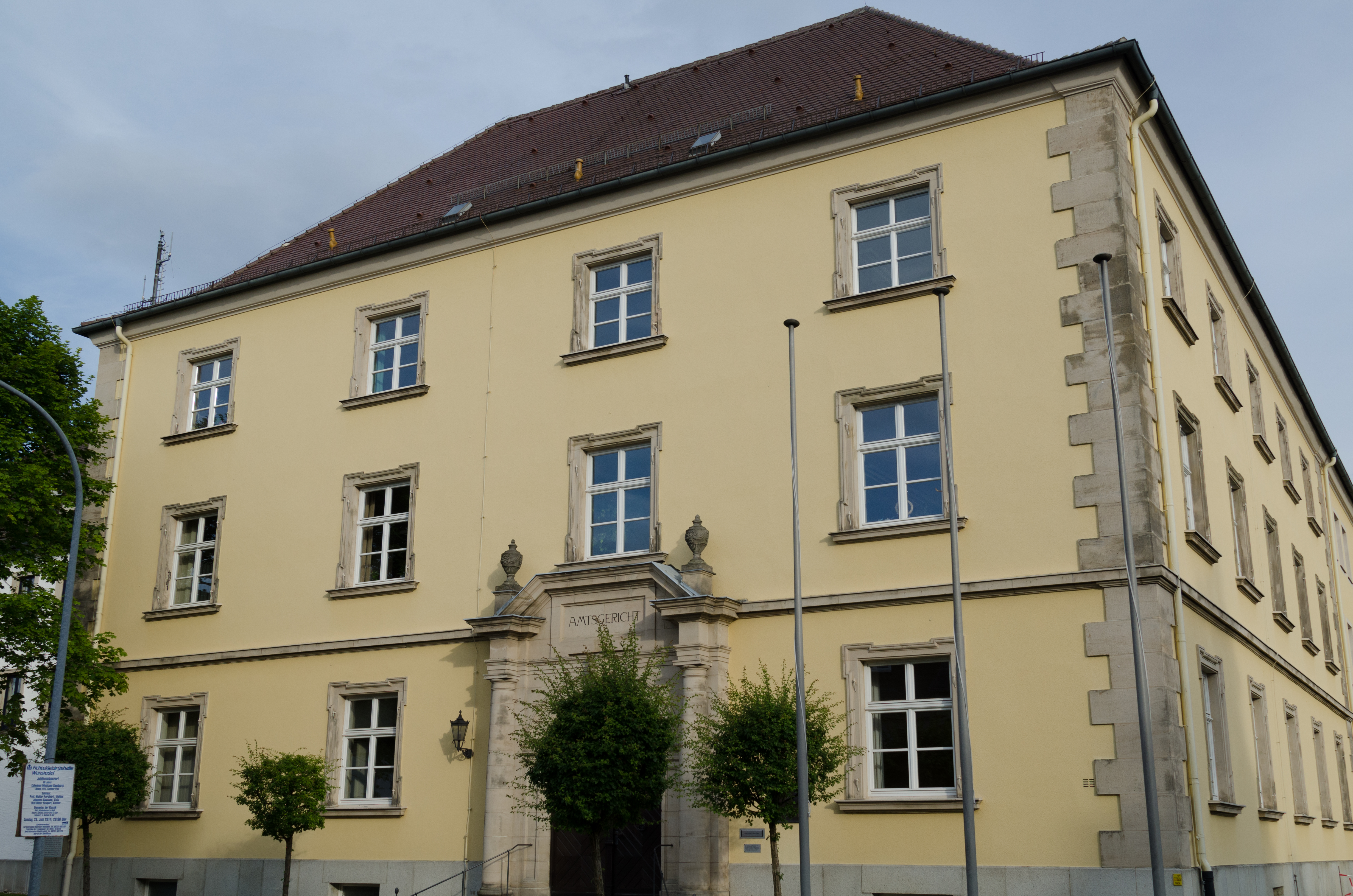
Das Amtsgerichtsgebäude ab 1907 (Foto von vor 2015)

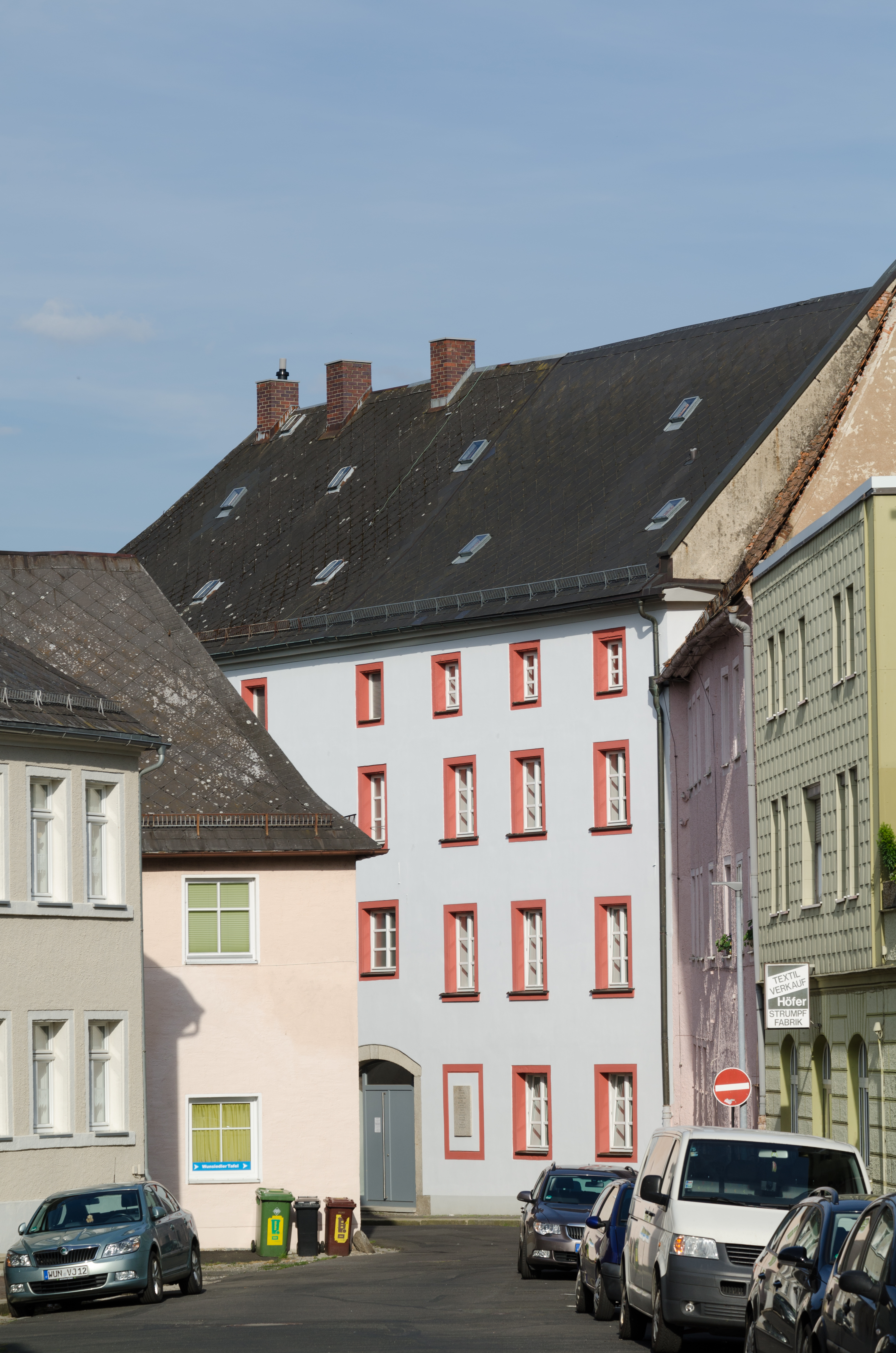
Altes Landgerichts- und Amtsgerichtsgebäude ab 1862 (Foto von vor 2015)

Das Amtsgericht Wunsiedel ist ein Gericht der ordentlichen Gerichtsbarkeit und eines von 73 Amtsgerichten in Bayern. Der Sitz des Gerichts befindet sich in der Kemnather Straße 33 in Wunsiedel.

## Geschichte
Mit Einführung des preußischen Landrechts 1795 wurden alle bisherigen Landes- und Amtshauptmannschaften und Oberämter aufgehoben. Gleichzeitig wurde die Trennung von Verwaltung und Justiz vollzogen. Für den Bezirk rund um Wunsiedel wurde ein königliches Preußisches Justizamt eingerichtet und Wunsiedel bekam ein eigenes Stadtgericht. 1810 kam Wunsiedel zum Königreich Bayern, in der Folge wurden 1812 die Landgerichte Wunsiedel und Kirchenlamitz sowie Rehau und Selb errichtet. So wurde am 6. Januar 1812 das bayerische Landgericht Wunsiedel gebildet. Das damalige alte Gebäude befand sich in der Landgerichtsstraße, in dem zugleich ein „Criminal-Untersuchungsgericht“ für die Landgerichtsbezirke Wunsiedel, Kirchenlamitz, Selb und Gefrees untergebracht war. 1862 erfolgte die Verlegung der Arbeitsräume des Landgerichts Wunsiedel. Mit dem Gerichtsverfassungsgesetz von 1879 wurde das Landgericht in ein Amtsgericht umgewandelt.
Das heutige Gebäude wurde 1907 erbaut und im gleichen Jahr bezogen. Im Jahre 1932 wurde das Amtsgericht Thiersheim aufgelöst und der Gerichtsbezirk dem Amtsgericht Wunsiedel eingegliedert. Ende des Zweiten Weltkriegs wurde das Amtsgericht im April 1945 auf Befehl der amerikanischen Streitkräfte geschlossen und Ende Mai teilweise wieder in Betrieb genommen. Am 24. August 1945 wurde es offiziell wiedereröffnet, konnte allerdings nur beschränkt arbeiten. Mehr als zwei Jahre später wurde das Grundbuchamt beim Amtsgericht Wunsiedel wiedereröffnet. 
Im Jahre 1959 bzw. 1973 wurden die Amtsgerichte Kirchenlamitz und Selb geschlossen und in den Amtsgerichtsbezirk Wunsiedel eingegliedert. Das Gebäude in dem sich das Gericht seit 1907 befindet, wurde mit einem Erweiterungsbau versehen, welcher 1973 fertiggestellt wurde. In den 1990er Jahren wurden noch diverse Umbaumaßnahmen umgesetzt, zum Beispiel der Bau eines behindertengerechten Zugangs.

## Zuständigkeitsbereich
Der Amtsgerichtsbezirk gehört zum Landgerichtsbezirk Hof und umfasst den Landkreis Wunsiedel. In diesem leben rund 78.000 Menschen. Das Amtsgericht Wunsiedel ist erstinstanzlich für Zivil-, Familien- und Strafsachen zuständig. Für die Bewährungshilfe ist das Landgericht Hof zuständig.

## Übergeordnete Gerichte
Dem Amtsgericht Wunsiedel ist das Landgericht Hof übergeordnet. Diesem ist wiederum das Oberlandesgericht Bamberg übergeordnet.